# Léontine Tsiba
Léontine Tsiba (sinh ngày 20 tháng 11 năm 1973) là một vận động viên chạy bộ cự ly trung bình của Congo. Bà đã thi đấu ở cự ly 800 mét tại Thế vận hội Mùa hè 1996 và Thế vận hội Mùa hè 2000.